# 순결
순결(純潔)은 성적인 절제를 유지하는 것을 말한다. 특히 남녀 관계에서 결혼하기 전 이성과의 성관계가 없는 상태를 말한다. 이성 관계에서 순결을 지니는 일을 정조(貞操)라고 부르기도 한다.

## 같이 보기
- 정조대